# Son of Man
Son of Man es el vigésimo segundo episodio y final de la primera temporada de la serie estadounidense de drama y ciencia ficción, The Tomorrow People. El episodio fue escrito por Phil Klemmer y dirigido por Wendey Stanzler. Será estrenado el 5 de mayo de 2014 en Estados Unidos por la cadena The CW.
Después de darse cuenta de que confiar en el Fundador fue un error, Russell intenta enmendar la situación ayudando a Cara a salir de una emboscada de Ultra. Mientras tanto, Stephen entiende que debe ser él quien destruya la Máquina y salve a la humanidad, pero teme que sea muy tarde. Por otra parte, Russell idea un plan para ayudar a Stephen y recluta la ayuda de los Chicos del mañana y de John y Astrid. Finalmente, un ofrecimiento de Jedikiah podría ponerlo a trabajar nuevamente junto a John.

## Argumento
Jedikiah irrumpe en las instalaciones de Ultra y tras luchar contra unos agentes descubre que ha perdido sus poderes. Entonces, entra a la cámara donde se encuentran Roger y la máquina, la cual ha sido encendida. Jedikiah se disculpa con su hermano por haber perdido la oportunidad de ayudarle al quedarse sin poderes pero Roger le dice que aún puede hacer algo, señalando la pistola que Jedikiah lleva en la mano. El doctor Price se niega en un principio pero Roger lo convence diciendo que es la única manera de parar la máquina y evitar la aniquilación de la raza humana. Mientras tanto en la guarida, Cara le dice a Stephen que Russell y Natalie llevaron a Roger a Ultra. Stephen decide ir a salvar a su padre y se teletransporta a Ultra solo para descubrir que Jedikiah le disparó a Roger en el corazón.

## Elenco
- Robbie Amell como Stephen Jameson.
- Peyton List como Cara Coburn.
- Luke Mitchell como John Young.
- Aaron Yoo como Russell Kwon.
- Madeleine Mantock como Astrid Finch.
- Mark Pellegrino como el Dr. Jedikiah Price.

## Continuidad
- Este episodio es el final de la primera temporada de la serie.
- Jedikiah pierde sus poderes en este episodio.
- Roger muere en este episodio.
- El Fundador es enviado a través de un portal creado por Stephen.
- La máquina es absorbida por el portal creado por Stephen.
- Se revela que Natalie es parte del Proyecto Anex.
- Natalie le dispara a Cara, asesinándola. Sin embargo, Stephen logra retroceder el tiempo para salvar la vida de Cara.
- Tras la destrucción de la máquina, Cara cree que Stephen envió algún tipo de señal telepática que provocó que nuevos iniciados llegaran a la guarida.
- Los Chicos del mañana toman las instalaciones de Ultra como nuevo refugio temporal.
- Jedikiah le revela a John que extrajo el ADN de Roger y le ofrece devolverle sus poderes.
- Jedikiah piensa reclutar paranormales para un proyecto de supersoldados.
- Se revela que tras haber recuperado sus poderes, John no recuerda a sus antiguos compañeros de los Chicos del mañana.